# ももいろクローバーの毎日ももチャンネル!
ももいろクローバーの毎日ももチャンネル!（ももいろクローバーのまいにちももチャンネル!）は、2010年10月4日から同年12月31日まで文化放送デジタルラジオ超!A&G+「A&G ARTIST ZONE 2h」内で放送されていたフロートラジオ番組（動画放送）である。全65回。

## 概要
収録は録音スタジオではない普通の部屋で行われ、テーブルにメンバー2人が横並びで座り、画面は基本的に正面からの1ショットというスタイル。
毎回コーナー終わりに、シングルCD「ピンキージョーンズ」の中から1曲が静止画像とともに流された。

## パーソナリティ
ももいろクローバー
（百田夏菜子・早見あかり・玉井詩織・佐々木彩夏・有安杏果・高城れに）
（※メンバー2人が週替わりで出演）

## コーナー
ふつおた
（火・木曜）
ももクロ ○○チャンネル!
ももクロメンバーが様々なミッションに挑戦する。
ももクロ ヨスガチャンネル!（2010年11月22日 - 12月10日）
ももクロが主題歌を務めるアニメ「ヨスガノソラ」にちなんだミッションにチャレンジする。成功した分だけ、金曜日にご褒美のおつまみがプレゼントされる。
ももクロ アニチャンネル!（2010年10月11日 - 29日）
TVアニメの主題歌を歌う“ももクロ”がアニメについて勉強するため、毎週1つのアニメ作品に関するクイズで対決する。金曜日の時点で正解の多い方には、ご褒美にスイーツがプレゼントされる。
ももクロ （声優名）チャンネル（2010年11月1日 - 19日）
毎週1人の声優に関するクイズ対決をして勉強していく。基本ルールはアニチャンネルと同じ。
ももクロ 2010チャンネル!（2010年12月13日 - 17日）
ももクロメンバーが2010年の重大ニュースベスト3を発表する。
ももクロ クリスマスチャンネル!（2010年12月19日 - 24日）
ももクロメンバーがクリスマスにちなんだミッションに挑戦する。
ももクロ （メンバー名）チャンネル!（2010年12月28日 - 30日）
ももクロメンバーが他メンバーの1年を振り返る。
ももクロ 2011チャンネル!（2010年12月31日）
来年2011年の抱負を語り合う。

## 放送リスト
| 回      | 放送日          | 出演         | コーナー企画                                                                           |
| ------- | --------------- | ------------ | -------------------------------------------------------------------------------------- |
| 1 - 5   | 10月4 - 8日     | メンバー全員 | 自己紹介バトル                                                                         |
| 6 - 10  | 10月11 - 15日   | 百田、早見   | アニチャンネル                                                                         |
| 11 - 15 | 10月18 - 22日   | 玉井、佐々木 | アニチャンネル                                                                         |
| 16 - 20 | 10月25 - 29日   | 高城、有安   | アニチャンネル                                                                         |
| 21 - 25 | 11月1 - 5日     | 百田、玉井   | 奈々チャンネル                                                                         |
| 26 - 30 | 11月8 - 12日    | 有安、佐々木 | ゆうチャンネル                                                                         |
| 31 - 35 | 11月15 - 19日   | 高城、早見   | 愛生チャンネル                                                                         |
| 36 - 40 | 11月22 - 26日   | 有安、玉井   | ヨスガチャンネル                                                                       |
| 41 - 45 | 11月29 -12月3日 | 百田、早見   | ヨスガチャンネル                                                                       |
| 46 - 50 | 12月6 - 10日    | 高城、早見   | ヨスガチャンネル                                                                       |
| 51 - 55 | 12月13 - 17日   | 高城、玉井   | 2010チャンネル                                                                         |
| 56 - 60 | 12月20 - 24日   | 高城、有安   | Xmasチャンネル                                                                         |
| 61 - 65 | 12月27 - 31日   | 有安、玉井   | あかりんチャンネル あーりんチャンネル かなこチャンネル ももかチャンネル 2011チャンネル |

- 第1週目の2010年10月4日 - 7日放送分では、メンバーの自己紹介トークを聞き、トーク中に織り交ぜられた嘘を見破る嘘を見抜け! 自己紹介バトルを行った。
- 2010年10月22日の第14回リピート放送分は特別番組「アンテナ+in東京国際アニメ祭2010」の動画つき生放送特番のため休止。